# Barbara Jungfer

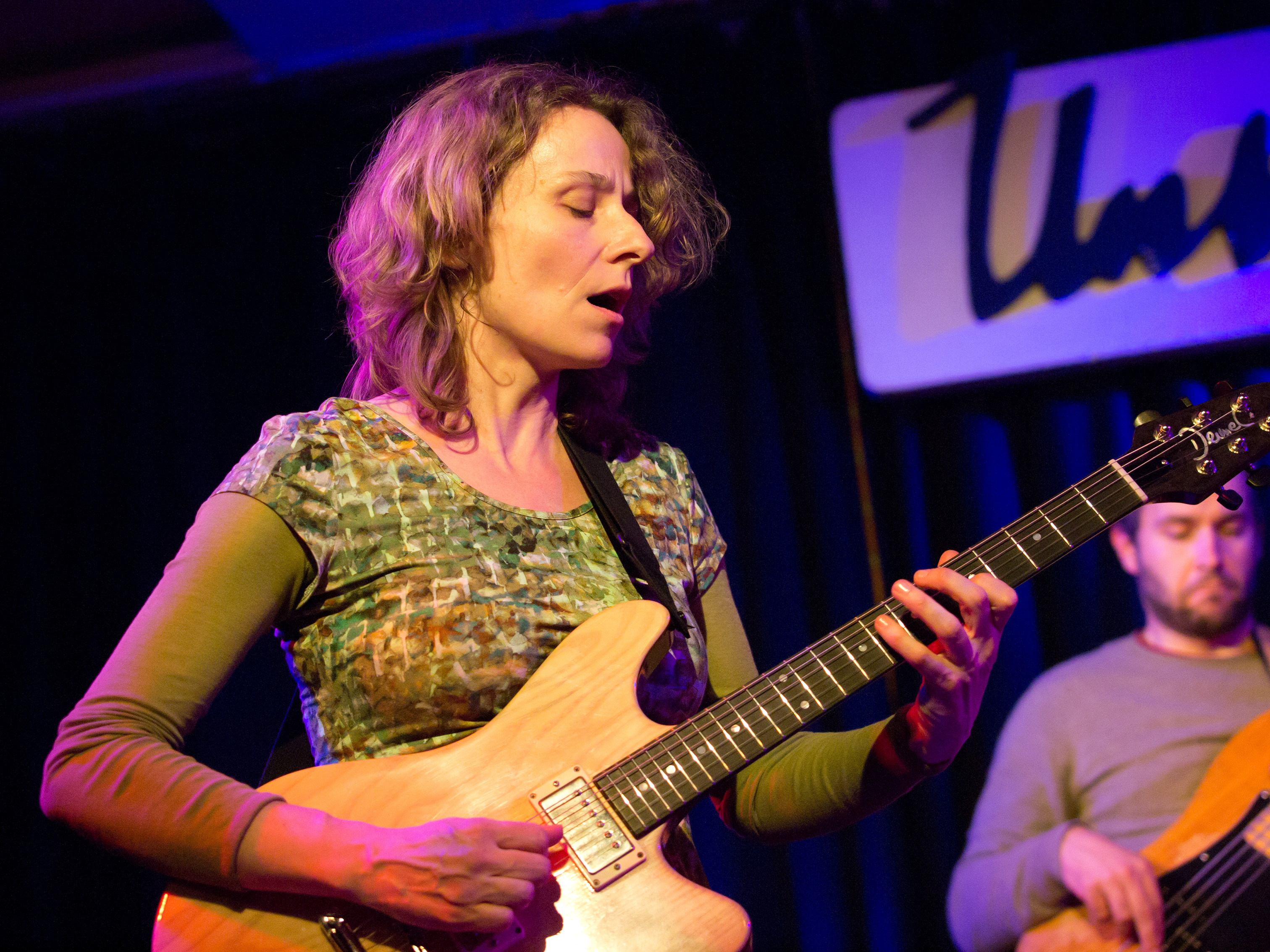
Barbara Jungfer (2011 in der Unterfahrt)

Barbara Jungfer (* 9. Februar 1968 in Berlin) ist eine deutsche Jazzgitarristin.

## Leben und Wirken
Jungfer spielt seit ihrem elften Lebensjahr Gitarre; zunächst war sie dabei von den Beatles und von Bluesmusikern beeinflusst. Sie war an zahlreichen Jamsessions in Berliner Jazzclubs beteiligt und nahm  Unterrichtsstunden bei Walter Norris und anderen Berliner Jazzmusikern. 1991 spielte sie mit John Tchicai. Von 1992 bis 1998 studierte sie an der Hochschule für Musik und Tanz Köln Jazzgitarre und Musikpädagogik, um sich dann in Workshops bei Enrico Rava und im kanadischen Banff weiterzubilden. 1998 kehrte sie nach Berlin zurück, wo sie zunächst ein Orgel-Gitarren-Trio gründete und dann weitere eigene Bands leitete.  Weiterhin spielte sie mit Helmut Brandt (The Final Session), dem NDR Pops Orchestra, der Berlin Big Band und Klaus Doldingers Passport. Auch tourte sie in Italien, Luxemburg, Norwegen, Marokko, Indien und mit Peter O’Mara in Australien. Seit 2007 wohnt die Gitarristin in München.

## Preise und Auszeichnungen
Mit der Tubistin Pauline Boeykens gewann sie 2004 den Studiopreis des Berliner Kultursenats für die Interpretation der Werke von Gertrude Stein und im selben Jahr als Gitarristin in der Band von Waldi Weiz den Berlin Blues Award. 2006 erhielt sie vom Berliner Senat ein Stipendium für einen Aufenthalt in New York City.

## Diskographische Hinweise
- Vitamin B3 (yvp music, 2001, mit Wolfgang Roggenkamp, Christoph Schlemmer)
- Berlin Spirits (minor music 2005, mit Sven Klammer, Anke Helfrich, Oliver Potratz, Sebastian Merk); „Jazz-CD des Monats“ (Stereoplay)
- Going Places (phonector 2008, mit Florian Trübsbach, Henning Sieverts, Scott White, Guido May, Christoph Schlemmer)
- Folksongs & Originals (Unit Records 2023, mit Karoline Höfler, Stefan Noelle)[1]

## Lexikalische Einträge
- Jürgen Wölfer: Jazz in Deutschland. Das Lexikon. Alle Musiker und Plattenfirmen von 1920 bis heute. Hannibal, Höfen 2008, ISBN 978-3-85445-274-4.